# Лерін Франко
Лерін Дайана Франко Стенері (ісп. Leryn Dahiana Franco Stenery, над. 1 березня 1982, Асунсьйон) — парагвайська списометальниця і фотомодель, дворазова медалістка чемпіонату Південної Америки з легкої атлетики (2007 і 2011).
Володарка національного рекорду Парагваю — 57 м 77 см (8 червня 2012 року, Баркісімето). Попередній національний рекорд також належав їй — 55 м 66 см (5 червня 2011 року, Буенос-Айрес).

## Спортивна кар'єра

### Юність
У 1998 році Лерін перемогла на молодіжному чемпіонаті Південної Америки з легкої атлетики в Манаусі. У 1999 році на молодіжному чемпіонаті світу в Бидгощі посіла 7 місце. У 2001 році вона перемогла на юніорському чемпіонаті Південної Америки з легкої атлетики в Санта Фе. У 2004 році Лерін перемогла на чемпіонаті Південної Америки з легкої атлетики (учасники до 23 років) у Баркісімето.

### Чемпіонат світу-2003 в Парижі
На своєму першому чемпіонаті світу Лерін виступила невдало, посівши 24 місце в загальному заліку з результатом 51 м 13 см.

### Літня Олімпіада-2004 в Афінах
Франко брала участь в літніх Олімпійських іграх 2004 у складі збірної Парагваю, де посіла 21-е місце у групі та 42-е в загальному заліку (50 м 37 см).

### Літня Олімпіада-2008 в Пекіні
Франко знову виступила на пекінській Олімпіаді 2008 року, більш ніж на 15 метрів не досягнувши свого особистого рекорду, і посівши лише 51-е місце в загальному заліку (25-е місце в групі) (45 м 34 см).

### Літня Олімпіада-2012 у Лондоні
На своїй третій Олімпіаді Лерин з результатом 51 м 45 см посіла 18-е місце в групі і 34-е місце в загальному заліку.

## Кар'єра фотомоделі
У 2006 році Лерін посіла другі місця у конкурсах «Міс Парагвай» і «Міс Бікіні Всесвіт»; у 2007 році вийшов календар з фотографіями Лерін роботи Мартіна Креспо. Часто з'являється в журналі Sports Illustrated. В 2011 році знімалася для журналу FHM, а в 2012 році — для журналу Maxim.